# Prince K. Appiah
Prince K. Appiah (Antwerpen, 1996) is een Ghanees-Belgische acteur en muziekartiest.

## Biografie
Appiah studeerde drama op het conservatorium van Antwerpen en ook op the Royal Conservatoire of Scotland. Hij studeerde na 5 jaar af in 2021. In 2021 speelde hij de hoofdrol in de serie De Shaq, een van de lockdownseries die op Eén te zien was van 25 tot 28 januari 2021. De serie bestond uit 4 afleveringen en werd met een minimale cast opgenomen om zo coronaproof mogelijk te kunnen werken.
Appiah speelde in het najaar van 2021 de rol van "Charles B. King" in Vrede, Liefde & Vrijheid, theaterstuk geschreven en geregisseerd door Stijn Devillé, in een coproductie van Het nieuwstedelijk, Staatstheater Mainz en Theater im Bauturm Köln en Het Laatste Bedrijf. Het stuk speelt zich af in de hotellobby in Parijs waar, in de marge van de onderhandelingen van het Verdrag van Versailles, drie mensen elkaar ontmoeten: Charles B. King, gezant van Liberia, John Maynard Keynes, gespeeld door Michaël Pas, en Lydia Lopokova, een rol voor Clara Cleymans. Nadien speelde hij bij Het nieuwstedelijk ook mee in Kiss ‘n’ Ride en in Mooie Jaren. In het voorjaar van 2024 toerde hij door Vlaanderen als een van de acteurs in de reprise van Fight Night van Ontroerend Goed en het Theatre Royal Plymouth en speelde, zong en rapte hij mee tijdens het Antwerp Spring Festival in De Lange Wapper een familievoorstelling in regie van Clara Cleymans en productie van Casco Phil. Ook in 2024 brengt hij in een productie van Het nieuwstedelijk De poetsman, een monoloog naar eigen tekst, geselecteerd voor En Avant 2024 en zo te zien in meerdere Vlaamse theaterhuizen.
Sinds 29 februari 2024 vertolkt hij de rol van Sunny Addo in de VRT 1 soapserie Thuis.

## Carrière

### Tv-series
| Jaar       | Serie   | Personage  |
| ---------- | ------- | ---------- |
| 2019       | Morten  | Moessa     |
| 2021       | De Shaq | Shaq       |
| 2024-heden | Thuis   | Sunny Addo |

### Nasynchronisatie
| Jaar | Film                                 | Personage                          |
| ---- | ------------------------------------ | ---------------------------------- |
| 2023 | Spider-Man: Een Grenzeloos Universum | Hobart "Hobie" Brown / Spider-Punk |
| 2023 | Ninja Turtles: Totale Chaos          | Baxter Stockman                    |

### Muziek
In 2019 bracht Prince K. Appiah onder dezelfde naam zijn eerste officiële muziek project uit genaamd "UPX" (Unknown Project X). Deze werd voorafgegaan door de single "ENERGY" die zeer goed werd ontvangen. Het bekendste nummer op deze plaat is "Ohema" wat Koningin betekent in het Twi. In 2021 bracht hij zijn eerste album uit, genaamd "Shrine Of Truth" die werd voorafgegaan door zijn tot nu toe populairste single "C'est Ma Vie". Deze single is ruim 50 000 keer gestreamd op Spotify. Shrine Of Truth bevat 14 nummers en duurt 46 minuten.

### Discografie
| Jaar | Naam              |
| ---- | ----------------- |
| 2019 | Unknown Project X |
| 2021 | Shrine Of Truth   |